# Кортекорбо (Авелино)
Кортекорбо је насеље у Италији у округу Авелино, региону Кампанија.
Према процени из 2011. у насељу је живело 78 становника. Насеље се налази на надморској висини од 604 м.